# Cladosporium langeronii
Cladosporium langeronii är en svampart som först beskrevs av Fonseca, Leão & Nogueira, och fick sitt nu gällande namn av Paul Vuillemin 1931. Cladosporium langeronii ingår i släktet Cladosporium och familjen Davidiellaceae.   Inga underarter finns listade i Catalogue of Life.